# Paspalum forsterianum
Paspalum forsterianum är en gräsart som beskrevs av Johannes Flüggé. Paspalum forsterianum ingår i släktet tvillinghirser, och familjen gräs. Inga underarter finns listade i Catalogue of Life.